# لوچانو اسپالتی
لوچانو اسپالتی (ایتالیایی: Luciano Spalletti) بازیکن پیشین و سرمربی کنونی فوتبال اهل ایتالیا است.

## مربیگری

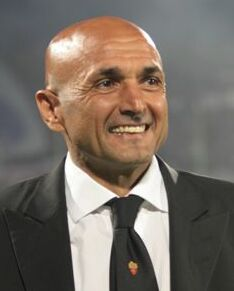
لوچیانو اسپالتی سرمربی فعلی فوتبال آ.اس.رم.

اسپالتی مربیگری را از باشگاه امپولی آغاز کرد. باشگاهی که آخرین دوران فوتبال خود به عنوان بازیکن را در آن سپری کرده بود. وی موفق شد در اولین سال مربی‌گری خود در این تیم، امپولی را از سری سی۱ به سری بی هدایت کند. در فصل بعد این تیم را با نایب قهرمانی در سری بی، به سری آ نیز رساند و در آخرین فصل حضور خود در این تیم، امپولی را در سری آ حفظ کرد؛ بنابراین اسپالتی تیم امپولی را در سری سی، سری بی و سری آ نیز هدایت کرده‌است.
او سابقهٔ مربی‌گری در تیم‌های دیگری چون سمپدوریا، ونتزیا، آنکونا، اودینزه، رم، زنیت سن پترزبورگ، اینترمیلان و ناپولی و ایتالیا را نیز دارد. بزرگترین افتخار او در ناپولی بود که توانست این تیم را در فصل ۲۳–۲۰۲۲ پس از ۳۳ سال به عنوان قهرمانی سری آ برساند.

## افتخارات

### به عنوان سرمربی
امپولی
- سری بی: ۱۹۹۶–۹۷
- سری سی: ۱۹۹۵–۹۶

آ.اس.رم
- جام حذفی فوتبال ایتالیا(۲): ۷–۲۰۰۶، ۰۸–۲۰۰۷
- سوپر جام فوتبال ایتالیا(۱): ۲۰۰۷

زنیت سن پترزبورگ
- لیگ برتر فوتبال روسیه(۲): ۲۰۱۰، ۱۲–۲۰۱۱
- جام حذفی فوتبال روسیه(۱): ۱۰–۲۰۰۹
- سوپر جام فوتبال روسیه(۱): ۲۰۱۱

ناپولی
- سری آ(۱): ۲۳–۲۰۲۲

### فردی
- مربی سال سری آ (۲): ۰۶–۲۰۰۵، ۰۷–۲۰۰۶
- نیمکت طلایی سری آ (۲): ۰۵–۲۰۰۴، ۲۳–۲۰۲۲